# 陶土鸟属
陶土鸟属（学名：Ceramornis）是种来自晚白垩世的扇尾类恐龙，生存于距今约6600万年的马斯特里赫特期，即白垩纪—古近纪灭绝事件发生前不久。其遗骸发现于卢尔2号地（Lull 2 location），位于怀俄明州奈厄布拉勒县的兰斯组。该属只有大陶土鸟（Ceramornis major）一个已知物种，而该物种仅发现过一小块喙骨近端标本。标本编号UCMP V53957，由加州大学的一支团队于1958年收集。

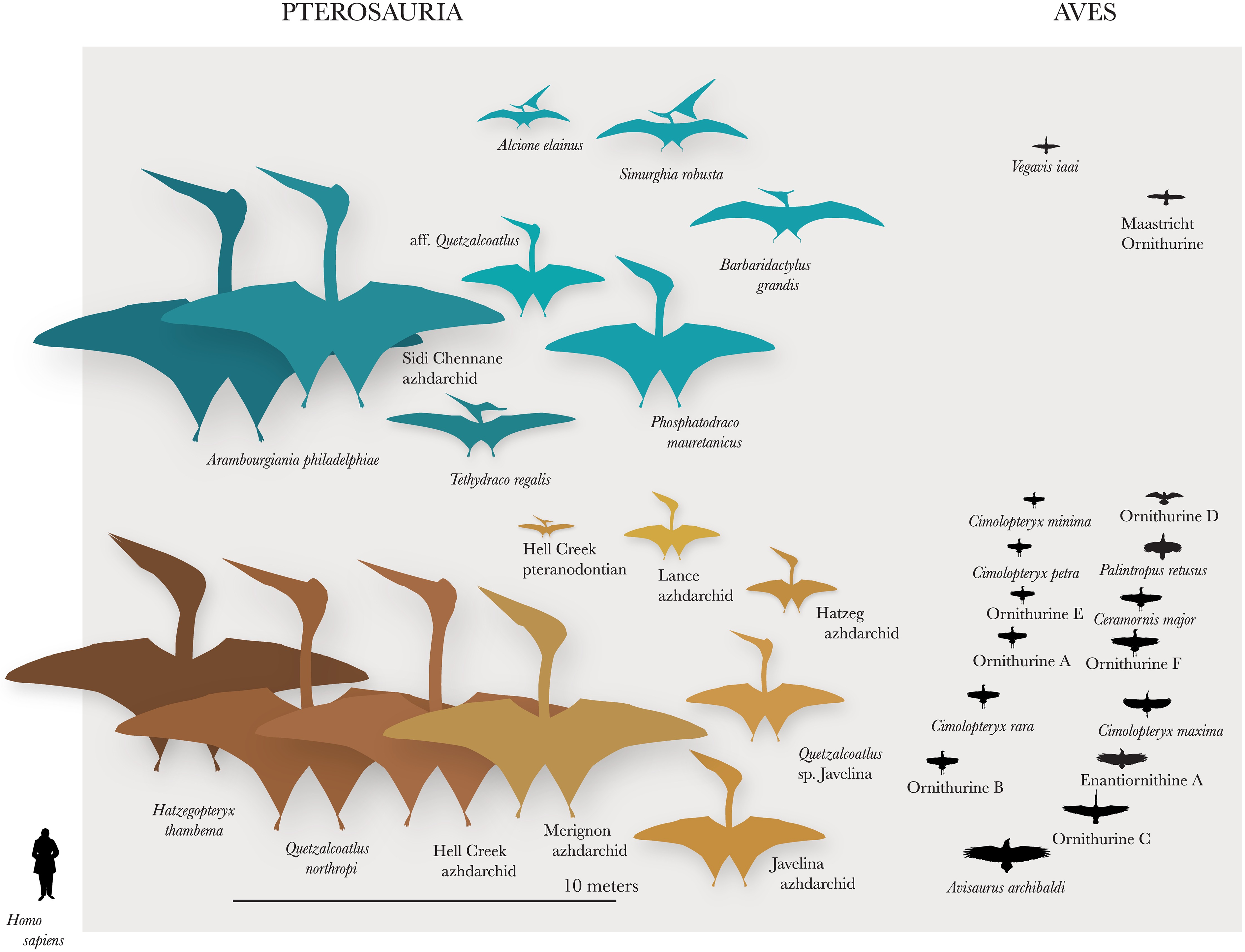
陶土鸟（右下中间）与同时期鸟类和翼龙及人类的体型比较

陶土鸟、白垩翼鸟和拉马克鸟均被归入白垩翼鸟科。白垩翼鸟科有时被放在现代鸟类进化支鸻形目中，基于对其喙突的定量分析及与其它现代鸟类标本的比较。但其分类地位仍存不确定性，因为没有充足的化石材料可通过广泛的系统发育分析来评估。 
鸻形目是否已在白垩纪后灭绝尚无定论。